# Daisuke Suzuki
Daisuke Suzuki (鈴木 大輔, Tóquio, 29 de janeiro de 1990) é um futebolista japonês que atua como zagueiro. Atualmente, joga pelo Gimnàstic.

## Títulos
Japão Sub-21
- Asian Games：(1) 2010

Japão
- Copa do Leste Asiático：(1)2013

Kashiwa Reysol
- Yamazaki Copa Nabisco：(1) 2013

Individual
- Liga dos Campeões da AFC Dream team：(1) 2013